# 코시 주요값
코시 주요값(Cauchy主要-, Cauchy principal value) 또는 코시 주치(Cauchy主値)는 일반적인 정적분으로 값을 구할 수 없는 일부 이상적분의 값을 구하는 방법 중 하나이다. 오귀스탱 루이 코시가 도입하였다.

## 정의
함수 {\displaystyle f\colon \mathbb {R} \to \mathbb {R} }가 {\displaystyle x_{0}} 근처에서 발산한다고 하자. 그렇다면 {\displaystyle a<x_{0}<b}에서의 적분
{\displaystyle \int _{a}^{b}f(x)\;\mathrm {d} x}
이 리만 적분 또는 르베그 적분으로서 존재하지 않을 수 있다. 그러나 가끔 다음과 같은 극한이 존재할 수 있다.
{\displaystyle {\mathcal {P}}\int _{a}^{b}f(x)\;\mathrm {d} x\;{\stackrel {\text{def}}{=}}\;\lim _{\epsilon \to 0+}\int _{a}^{x_{0}-\epsilon }f(x)\;\mathrm {d} x+\int _{x_{0}+\epsilon }^{b}f(x)\;\mathrm {d} x}
이렇게 적분을 규칙화하여 얻는 값을 코시 주요값이라 한다. 실함수 뿐만 아니라, 복소 함수의 선적분의 경우에도 유사한 방법으로 코시 주요값을 정의할 수 있다.

## 예
예를 들어, {\displaystyle 1/x}를 {\displaystyle a<0<b}에서 적분해 보자. 이는 르베그 적분으로서 존재하지 않지만,
{\displaystyle {\mathcal {P}}\int _{a}^{b}f(x)\;\mathrm {d} x=\lim _{\epsilon \to 0}\left[\log(b/\epsilon )-\log(-a/\epsilon )\right]=\log(-b/a)}
와 같이 코시 주요값으로 존재한다.

## 응용
힐베르트 변환의 정의에 사용된다.

## 같이 보기
- 힐베르트 변환